# Robert Caspary
Johann Xaver Robert Caspary (* 29. Januar 1818 in Königsberg; † 18. September 1887 auf dem Rittergut Illowo im Landkreis Flatow) war ein ostpreußischer, deutscher Botaniker. Sein offizielles botanisches Autorenkürzel lautet „Casp.“

## Leben
Caspary besuchte zunächst das Kneiphöfische Gymnasium in Königsberg und studierte von 1837 bis 1840 Theologie und Philosophie an der Universität Königsberg. Bereits während des Studiums beschäftigte er sich jedoch auch mit naturwissenschaftlichen und biologischen Studien. Besonders interessierte ihn die Insektenkunde (Entomologie). Er schloss sein Theologiestudium in Königsberg mit dem Examen ab und ging dann an die Universität Bonn, um dort Naturwissenschaften, besonders Zoologie zu studieren. Einflussreiche Lehrer in diesem Fach waren Georg August Goldfuß (Zoologie), Friedrich Wilhelm Argelander (Astronomie) und Ludolph Christian Treviranus (Botanik). Er wurde 1843 Mitglied der Burschenschaft Fridericia Bonn.
1845 nahm er eine Stelle als Lehrer an der Kortegan’schen Erziehungsanstalt in Bonn an. Als Erzieher im Dienste eines Elberfelder Kaufmanns reiste er neun Monate nach Italien (1847), von wo er eine große Sammlung an Pflanzen und Tieren mit zurückbrachte. 1848 wurde er an der Universität Bonn promoviert, wo er sich auch gleich darauf habilitierte.
Da er keine Stelle erhielt, war er anschließend zweieinhalb Jahre in England, wo er sich vor allem der Erforschung von Meeres- und Süßwasser-Algen widmete. Nach kürzeren Reisen in Kontinentaleuropa war er ein halbes Jahr in Pau in Südfrankreich als Lehrer angestellt, von wo er wiederum eine große Pflanzensammlung mitbrachte. 1851 wurde er Privatdozent an der Friedrich-Wilhelms-Universität Berlin, wo er mit dem neuen Lehrstuhlinhaber Alexander Braun zusammenarbeitete. Später heiratete er dessen Tochter.
1856 wurde er Direktor des Herbariums und Adjunkt des Botanischen Gartens Bonn als Vertreter von Treviranus. Im Jahr 1858 wurde er zum Mitglied der Leopoldina gewählt. 1859 folgte er dem Ruf der Albertus-Universität Königsberg auf den Lehrstuhl für Botanik. Damit war er zugleich Direktor des Königsberger Botanischen Gartens. 1870/71 und 1872/73 war er Rektor der Albertina.

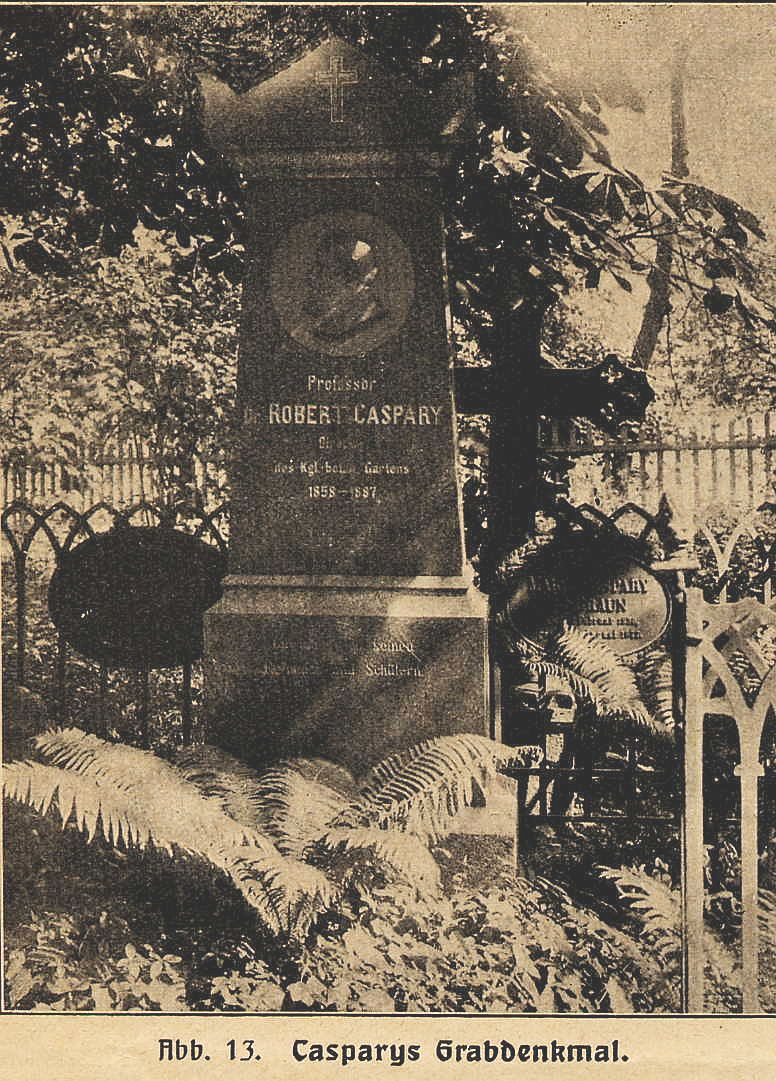
Grabmal von Robert Caspary in Königsberg

Er war Mitglied der Gesellschaft Deutscher Naturforscher und Ärzte.
Nach seinem Tod wurde er auf dem Gelehrtenfriedhof (Königsberg) beigesetzt.

## Bedeutung
Caspary forschte in sehr vielen Bereichen der Botanik; seine Schwerpunkte lagen in der Floristik (hier besonders von Süßwasserpflanzen) und der Systematik unter anderem der Seerosengewächse (Nymphaeaceae) und der Lorbeergewächse (Lauraceae) sowie in der Pflanzenmorphologie. Auf letzterem Teilgebiet der Botanik studierte er vor allem das Wachstum der Bäume, interessierte sich für Bildungsabweichungen derselben, sowie über den Aufbau der Leitgefäße von Pflanzen.
Nach ihm ist der Casparysche Streifen benannt.
Caspary hat sich überdies einen Namen als Paläobotaniker gemacht; insbesondere hat er sich mit botanischen Einschlüssen im Baltischen Bernstein beschäftigt. Von seinen Schriften zählt die 1886 veröffentlichte Arbeit Die Angiospermen des Bernsteins noch heute zu den Standardwerken auf diesem Forschungsgebiet.

## Ehrungen
Nach ihm benannt wurde eine Pflanzengattung Casparya Klotzsch aus der Familie der Schiefblattgewächse (Begoniaceae).